# Komandorie Zakonu Joannitów

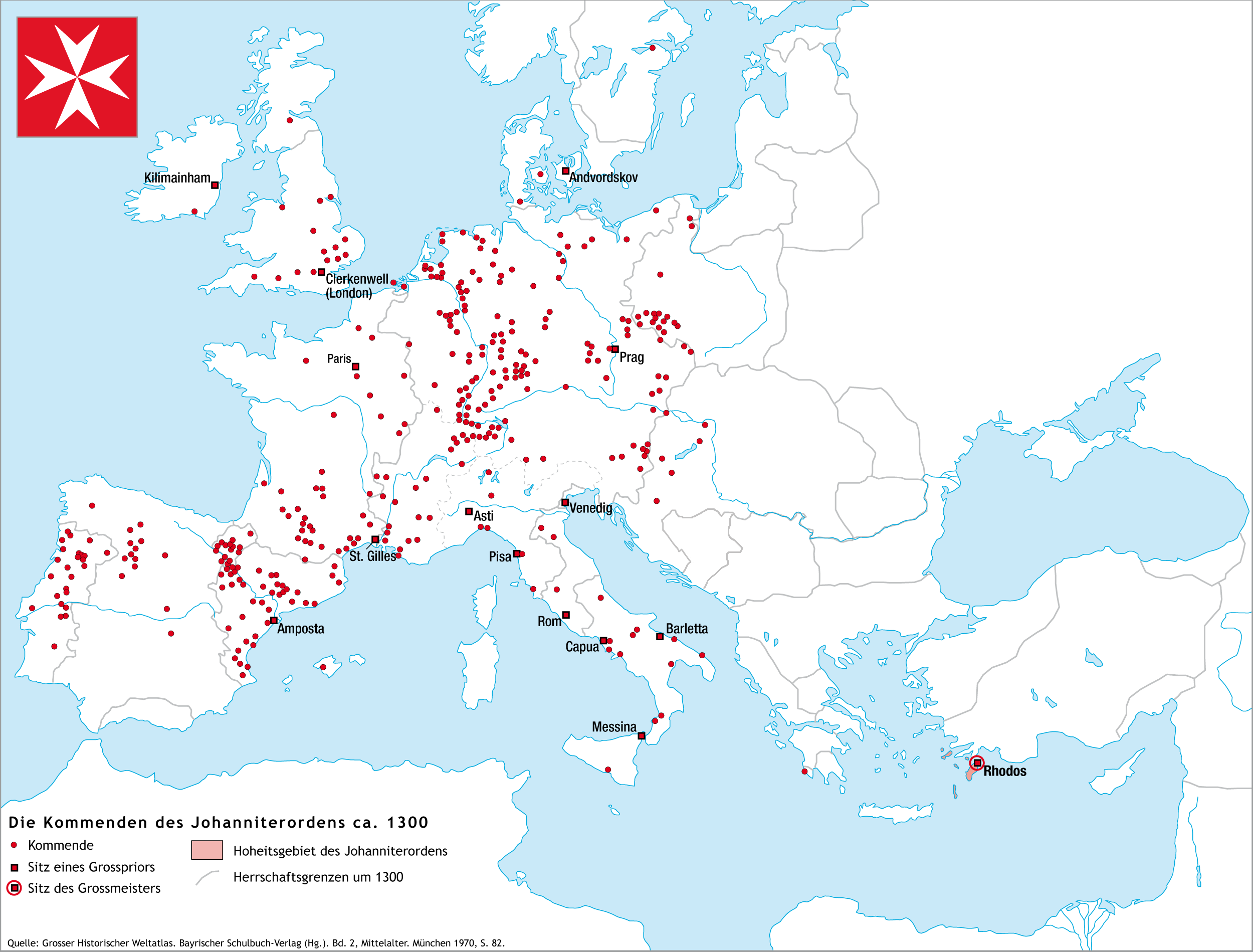
Mapa komandorii Zakonu św. Jana w roku 1300

Komandorie Zakonu Joannitów – jednostki administracyjno-terytorialno-wojskowe, będące własnością Zakonu Joannitów od późnego średniowiecza do czasów nowożytnych. Inaczej zwane również komturiami lub komendami. Przetrwały one jako struktura organizacyjna kilku późniejszych zakonów rycerskich powstałych po reformacji.
W późnym średniowieczu znaczna część posiadłości Zakonu znajdowała się w Świętym Cesarstwie Rzymskim, Francji, Kastylii, Aragonii oraz Portugalii, ale również w Polsce, na Węgrzech, w południowych Włoszech, Anglii oraz Danii. Pojedyncze posiadłości stacjonowały także w Irlandii, Szkocji, Szwecji oraz Grecji. Główna siedziba Zakonu znajdowała się na Rodos w latach 1310–1522 oraz później na Malcie w latach 1530–1798.

## Czasy przed reformacją
Przed reformacją Lutra Zakon podzielony był na siedem języków (ang. langues, wł. lingua). Langues z kolei dzieliły się kolejno na przeoraty (ang. priories) lub wielkie przeoraty (ang. grand priories), baliwaty (ang. bailiwicks) i komandorie (ang. commanderies).
Największym langues był język Niemiec, w skład którego wchodziło całe Święte Cesarstwo Rzymskie oraz, nie posługujące się językiem niemieckim terytoria wschodnie, Słowianie Zachodni i Madziarzy. Był on podzielony na pięć wielkich przeoratów, z których największe to Wielki Przeorat Czesko-Austriacki oraz Wielki Przeorat Niemiec, które podzielone były na mniejsze przeoraty oraz baliwaty (po reformacji jeden z nich uniezależnił się jako Baliwat Brandenburski Rycerskiego Zakonu Szpitalników św. Jana Jerozolimskiego).
Z drugiej strony część Europy łacińskiej była silniej rozdrobniona na:
- Langue Hiszpanii (początkowo znany jako langue Aragonii, lecz w roku 1462 rozdzielony na języki Aragonii oraz Kastylii, z których ostatni zawierał terytoria Kastylii, Léon i Portugalii)
- Langue Włoch
- Langues Prowansji, Owernii i Francji
- Langue Anglii (zlikwidowany w połowie XVI wieku)[2].

### PodziałLangueNiemiec

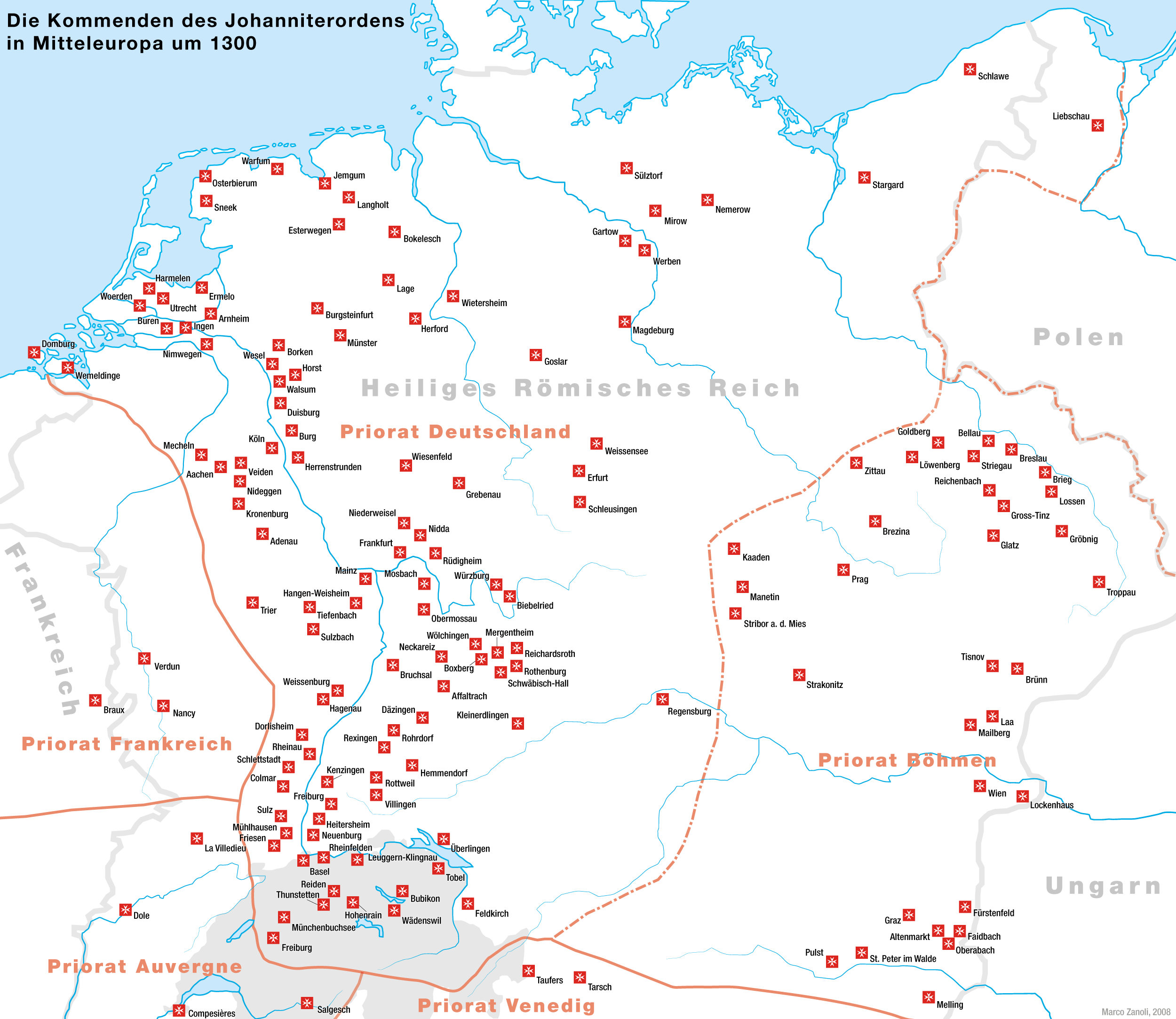
Komandorie języka Niemiec w roku 1300

1) Wielki Przeorat Czesko-Austriacki dzieli się na:
- Przeorat czeski dzieli się na komturie: Český Dub, Březina, Kłodzko, Kadaň, Manětín, Pfaden, Ploschkowitz, Praga, Strakonice, Mies
- Przeorat Moraw dzieli się na komturie: Brno, Maidelberg, Tišnov, Opawa
- Przeorat Śląski dzieli się na komturie: Piława (Beilau), Wrocław, Brieg, Goldberg, Gröbnig bei Leobschütz, Groß-Tinz, Klein-Öls, Löwenberg, Reichenbach, Striegau
- Przeorat Górnych Łużyc dzieli się na komturie: Żytawa, Hirschfelde
- Przeorat Austrii Arcyksiążęcej dzieli się na komturie: Mailberg, Laa an der Thaya, Lockenhaus, Wiedeń
- Przeorat Austria Wewnętrznej dzieli się na komturie: Altenmarkt, Feldbach, Fürstenfeld, Graz, Komenda, Melling, Marburg, Pulst, Übersbach.

2) Wielki Przeorat Niemiec – od roku 1428 siedziba znajdowała się w Heitersheim w południowo-zachodnich Niemczech; składa się z ośmiu baliwatów (niem. ballei):
- Baliwat Brandenburski (od roku 1538 niezależny od Zakonu Baliwat Brandenburski) dzieli się na komturie Brunszwik (dawniej Templariusze), Garlow, Goslar, Lage, Lagow, Lietzen,  Mirow, Nemerow, Pansin, Quartschen, Rörchen, Schlave, Schivelbein, Schöneck, Schwiebus, Sonnenburg,    Stargard, Sülzdorf, Süpplingenburg  (dawniej Templariusze), Tempelhof (dawniej Templariusze), Tempelburg (dawniej Templariusze),    Werben, Wietersheim, Wildenbruch, Zielenzig, Zachan
- Baliwat Franken (Frankonia) dzieli się na komturie Reichardsroth, Rothenburg ob der Tauber, Würzburg, Biebelried, Mergentheim, Schwäbisch Hall
- Baliwat Koloński: 
  - Bergisches Land dzieli się na komturie: Burg an der Wupper, Herkenrath, Herrenstrunden, Marienhagen
  - Niederrhein dzieli się na komturie: Dinslaken, Duisburg, Walsum
  - Nadrenia dzieli się na komturie: Adenau, Velden bei Düren, Cologne, Niederbreisig (1312), Mechelen bei Aachen (1215), Akwizgran (1313)
- Baliwat Oberdeutschland (Górne Niemcy) dzieli się na:
  - Moguncję (1282)
  - Bryzgowię, w tym na komturie: Fryburg Bryzgowijski, Heitersheim
  - Szwabię, w tym na komturie: Überlingen, Villingen, Rottweil
  - Alzację, w tym na komturie: Colmar (szpital od późnych lat XII wieku, komturia przed rokiem 1234), Dorlisheim (przed 1217), Hagenau, Miluza (1220), Rheinau (1260), Sulz (ok. 1250), Schlettstadt (1260), Strasburg (1371)
  - Lotaryngiię, w tym na komturie: Metz (XII wiek), Puttelange-aux-Lacs
  - Eidgenossenschaft (Konfederację Szwajcarską), w tym na komturie: Bazylea (ok. 1200), Bubikon (ok. 1192), Biberstein, Biel/Bienne, Fribourg, Hohenrain (ok. 1175), Klingnau, Küsnacht, Leuggern, Münchenbuchsee (1180–1528/29), Reiden (ok. 1284–1807), Rheinfelden (1212–1806),    Salgesch (ok. 1235–1655), Thunstetten (ok. 1192–1528), Tobel (1226–1809), Wädenswil (ok. 1300–1549)
- Baliwat Turyngii, w tym komturia w Weißensee
- Baliwat Utrechtu (Holandia) dzieli się na komturie: Arnheim, Buren, Haarlem, Ingen, Kerkwerve, Middelburg, Nijmegen, Montfoort, Sneek, Utrecht, Waarder, Wemeldinge
- Baliwat Westfalii dzieli się na komturie: Monaster, Herford, Bokelesch, Steinfurt
- Baliwat Wetterau dzieli się na komturie: Mosbach im Bachgau (1218, przyłączona do Frankfurtu w 1400), Nidda, Frankfurt, Nieder-Weisel (ok. 1245–1809), Rüdigheim (Neuberg), Wiesenfeld (Burgwald), Wildungen.

3) Wielki Przeorat Węgier dzieli się na komturie: Bjelovar (dziś w Chorwacji), Buda, Csurgó, Ostrzyhom, Stuhlweissenburg, Újudvar.
4) Wielki Przeorat Polski
5) Wielki Przeorat Danii dzieli się na komturie: Antvorskov, Odense, Szlezwik, Viborg.

### PodziałLangueHiszpanii
1) Wielki Przeorat Portugalii dzieli się na komturie: Aboim, Algoso, Amieira, Barrô, Belver, Chavão, Covilhã, Coimbra, Faia, Flor da Rosa, Fontelo, Leça do Bailio, Montenegro, Moura Morta, Oliveira do Hospital, Oleiros, Puerto Marin, Poiares, Sta. Marta Penaguião, Sertã, Sobral, Távora, Trancoso, Vera Cruz, Santarém.
2) Wielki Przeorat Amposty
3) Wielki Przeorat Kastylii
4) Wielki Przeorat Nawarry

### PodziałLangueWłoch
1) Wielki Przeorat Barletty
2) Wielki Przeorat Capui
3) Wielki Przeorat Sycylii
4) Wielki Przeorat Rzymu
5) Wielki Przeorat Pisy
6) Wielki Przeorat Lombardii
7) Wielki Przeorat Wenecji

### PodziałLangueProwansji, Owernii i Francji
1) Wielki Przeorat St. Gilles
2) Wielki Przeorat Toulouse
3) Wielki Przeorat Owernii
4) Wielki Przeorat Francji
5) Wielki Przeorat Akwitanii
6) Wielki Przeorat Szampanii

### PodziałLangueAnglii
1) Wielki Przeorat Anglii
2) Wielki Przeorat Szkocji
3) Wielki Przeorat Irlandii

## Czasy po reformacji
W roku 1798 został ustanowiony Wielki Przeorat Rosji przez cara Pawła I po zajęciu Malty przez Francuzów, inicjując tym samym rosyjski „rozdział” w historii Zakonu Joannitów. Wybór cara Pawła I na Wielkiego Mistrza nie był nigdy ratyfikowany przez rzymskokatolickie prawo kanoniczne, więc był on Wielkim Mistrzem Zakonu de facto, a nie de iure. Przeorat liczył z ilością nie mniej niż sto osiemnaście komandorii.
System komandorii przetrwał do czasów współczesnych, lecz od czasów protestanckiej reformacji zakon został podzielony na cztery zakony sojusznicze:
- niemiecki Baliwat Brandenburski
- brytyjski Najczcigodniejszy Zakon Szpitala Świętego Jana z Jerozolimy
- szwedzki Johanniterorden i Sverig  oraz holenderski Johanniter Orde in Nederland, które tworzą Przymierze Zakonów św. Jana Jerozolimskiego
- rzymskokatolicki Suwerennego Rycerskiego Zakonu Szpitalników Świętego Jana z Jerozolimy, Rodos i Malty (pot. szpitalnicy, joannici, kawalerowie maltańscy).

Zakon niemiecki (Brandenburgia) składa się z siedemnastu komturii w Niemczech, po jednej w Austrii, Finlandii, Francji, na Węgrzech i w Szwajcarii, oraz komandorii w dwunastu innych krajach (Australia, Belgia, Kanada, Kolumbia, Dania, Włochy, Namibia, Polska, RPA, Wielka Brytania, USA i Wenezuela).
Po zmianach konstytucyjnych dokonanych w roku 1999 utworzony został Przeorat Anglii i Wysp (z włączeniem komandorii Ards w Irlandii Północnej), będący na równi z istniejącymi już Przeoratami Walii, Szkocji, Kanady, Australii (z włączeniem komandorii Australii Zachodniej), Nowej Zelandii, RPA oraz USA. W roku 2013 utworzony został Przeorat Kenii, a w 2014 roku Przeorat Singapuru. Każdy kraj spoza przeoratu lub komandorii został przyjęty do home priory Anglii i Wysp – wiele z nich to małe kraje brytyjskiej Wspólnoty Narodów, w których zakon jest obecny w bardzo małym stopniu.